# Клаудіо Біяджо
Клаудіо Біяджо (ісп. Claudio Biaggio, нар. 2 липня 1967, Санта-Роса) — аргентинський футболіст, що грав на позиції нападника, а також футбольний тренер.

## Клубна кар'єра
Розпочав грати на батьківщині у клубі «Бельграно». Після цього грав в Уругваї за «Пеньяроль» та «Данубіо».
З 1992 року виступав у «Сан-Лоренсо», з яким виграв Клаусуру у 1995 році. Загалом грав за клуб до літа 1999 року, з невеликою перервою на виступи у «Бордо» в сезоні 1996/97.
У 1999—2001 роках грав за «Колон», після чого вирушив за кордон і виступав за японську «Авіспа Фукуоку», еквадорське «Депортіво Куенка», уругвайське «Данубіо» та болівійське «Орієнте Петролеро». В кінці кар'єри пограв за кілька клубів нижчої ліги.

## Виступи за збірну
1995 року провів один матч у складі національної збірної Аргентини.

## Тренерська кар'єра
У січні 2014 року став тренером резервної команди «Сан-Лоренсо». Після хороших результатів йому вдалося стати переможцем чемпіонату дублерів у 2015 році, залучивши ряд гравців, що потім стали виступати в основній команді.
23 вересня 2017 року, після відставки Дієго Агірре, Біяджо очолив першу команду на тимчасовій основі.

## Досягнення
- Чемпіон Аргентини (1): Клаусура 1995